# Krokodýlí řeka (hra)
Krokodýlí řeka (někdy také Abigail, zřídkavě Abbygail) je zážitková skupinová hra pro větší počet účastníků, jejímž cílem je rozvoj interpersonální komunikace a diskuse členů skupiny o hodnotových a morálních dilematech.

## Průběh a cíle hry
Hra trvá přibližně hodinu a je vhodná přibližně pro 8 až 20 účastníků. Členové skupiny na jejím začátku vyslechnou příběh, v němž vystupuje pět postav, a poté samostatně seřazují jednotlivé postavy (Abigail, námořník, přítel, milenec, opilec) vzestupně podle toho, jak charakterně se v příběhu zachovaly. Každý účastník hry pravděpodobně seřadí postavy jinak, na základě svých prožitých zkušeností a pohledu na morálku, a v rámci skupiny se pak pokusí své pořadí postav obhájit. Skupinu lze rozdělit také na jednotlivé účastníky, resp. menší skupiny a přiřadit jim jednotlivé role, které pak obhajují. Cílem hry je řízená diskuse členů skupiny o chování postav z morálního hlediska a o vlastních názorech a postojích a hodnotách účastníků.

## Příběh
Dívka Abigail miluje Gregoryho, který se nachází na opačné straně řeky plné krokodýlů. Pro Abigail je doba čekání na něj neúnosná a rozhodne se za svým milým dopravit. Na břehu řeky ji námořník, resp. převozník Sindibad nabídne místo na palubě své lodi pouze výměnou za sexuální služby. Abigail takovou nabídku odmítne, a snaží se domluvit na jiné ceně, ale neúspěšně. Odejde k příteli Ivanovi, na kterém žádá radu, jak se má rozhodnout. Přítel jí odmítne poradit a ponechává rozhodnutí na Abigail. Ta se vrací ke břehu moře a námořníkovu nabídku přijme. Když se shledá se svým milým, přizná mu, za jakou cenu se k němu dostala. Milenec se na ni rozzlobí a Abigail vyžene. Ta se po čase dostane do hospody, kde svůj příběh vyloží místnímu opilci Slagovi. Do hospody večer dorazí i onen milovaný chlapec, a než stihne cokoliv Abigail říci, opilec vyskočí a chlapce surově zbije.
Lze se setkat s různými variantami příběhu, které se v detailech liší, například milenec se nachází až za mořem, místo přítele radí Abigail její matka apod.